# Société Sherlock Holmes de France
 (janvier 2014).
La Société Sherlock Holmes de France, souvent abrégée SSHF, est une association loi de 1901 fondée en 1993 et destinée à rassembler les férus du détective de fiction Sherlock Holmes à l'échelle de la France. Par extension, l'association cherche aussi à rassembler les férus d'Arthur Conan Doyle et de son œuvre au-delà des récits mettant en scène Sherlock Holmes. Le nom officiel de l'association est « Les Quincailliers de la Franco-Midland, Société Sherlock Holmes de France » : le nom « Franco-Midland » fait référence à une société française fictive dont le nom est mentionné dans la nouvelle intitulée L'Employé de l'agent de change (1893).

## Historique
L'association est fondée le 14 janvier 1993 par Thierry Saint-Joanis, Alexis Barquin, Jean-Pierre Cagnat et Yves-Charles Fercoq. À cette occasion, Jean-Pierre Cagnat prononce un discours dans lequel il fait référence au samedi 14 janvier 1899, journée au cours de laquelle Holmes et Watson ont failli être arrêtés pour meurtre dans L'Aventure de Charles Auguste Milverton.
Chaque année, à Paris ou en Province, en janvier ou février, l'association organise un repas ouvert à tous, baptisé le « Repas de l'Oie » en référence à la nouvelle L'Escarboucle bleue.

## Publications

### Publications régulières
Au cours de son existence, la Société Sherlock Holmes de France a sorti différentes publications et édité différents ouvrages.
Pendant de nombreuses années, l'association a publié de petits journaux d'informations intitulés « Ironmongers Daily Echo » (IDE). Les publications des IDE se faisaient à des dates variables, de l'ordre de un à six par an. En 2012, les IDE sont devenus les « IDN » lorsque la publication a été renommée « Ironmongers Daily News ». Les IDN sont parus à un rythme quotidien au format PDF entre février et août 2012, puis la publication a pris un rythme hebdomadaire jusqu'en décembre 2012, avant de devenir une publication à dates variables à partir de 2013 (comme l'étaient auparavant les IDE).
De 2007 à 2010, l'association a par ailleurs publié trois numéros d'une revue intitulée « Les QuinCahiers », permettant d'approfondir certains sujets liés à l'univers de Sherlock Holmes. Depuis 2016, elle publie un magazine imprimé en couleur intitulé « Sherlock Holmes » (actualités et études savantes).

### Ouvrages
Des membres de la Société Sherlock Holmes de France ont participé à la rédaction d'ouvrages dont certains ont été publiés par la maison d'édition nommée « Mycroft's brother » (www.mycrofts.net). Ces ouvrages sont les suivants :
- Collectif, L'univers de Sherlock Holmes, 1997, 100p. Editions du Louvre des Antiquaires.
- Jean-Pierre Cagnat, It's Always a Joy... Le tour du monde holmésien en 15 ans, 2001, 160p. Editions Mycroft's brother.
- Bernard Oudin, Sherlock Holmes et la suffragette amoureuse, 2004, 144p. Editions Mycroft's brother.
- Martine Ruzé-Moëns, Les Vacances de Sherlock Holmes, 2005, 144p. Editions Mycroft's brother.
- Jean-Pierre Crauser, Quel jour sommes-nous, Watson ?, 2005, 144p. Editions Mycroft's brother.

En collaboration avec la BiLiPo, l'association a publié en 1997 une série d'études holmésiennes dans l'ouvrage intitulé Sherlock Holmes et la France : une étude en bleu, blanc, rouge.